# FOG-MPM
O ‎FOG-MPM‎‎ ‎(Fiber Optics Guided Multiple Purpose Missile) é um ‎‎míssil‎‎ construído pela empresa brasileira ‎‎Avibrás.‎‎ Seu alcance é de cerca de 60 km. O peso é de cerca de 34 kg. Seu principal uso é como um ‎‎anti-tanque,‎‎ ‎‎anti-fortificação‎‎ e míssil anti-helicóptero. O FOG-MPM é guiado pela ‎‎tecnologia de fibra óptica.‎‎ O FOG-MPM é muito flexível, pode ser lançado a partir de‎‎ veículos terrestres (Astros II ),‎‎ navios e helicópteros, e é imune a ‎‎medidas eletrônicas.‎

## Desenvolvimento
O trabalho no desenvolvimento do FOG-MPM ou MAC-MP (Multi Purpose Fiber Optic Guided Missile - Missile Anti-Car Multi-Purpose) foi iniciado em 1985 pela Avibrás e revelado em 1989. O programa é financiado pela própria empresa, com todos os componentes produzidos no país. Em 1989 houve três ‎‎lançamentos de testes;‎‎ em 1992, eram 8. ‎
‎O míssil tem um comprimento de 1,50 metros e tem 18 centímetros de diâmetro, pesando 33 kg (24 kg inicialmente). Tem um alcance de cerca de 10 km a 20 km, relaxado em versões posteriores. A velocidade é de 150-200 m/s com uma altitude de ‎‎cruzeiro‎‎ de 200m. A ‎‎ogiva‎‎ ‎‎de carga oca‎‎ pode penetrar ‎‎uma armadura homogênea‎‎ laminada de 1.000 mm de espessura. Um "piloto" pode ser treinado em 8 horas no simulador feito pela Avibrás.